# یلوه استرالیایی
یلوه استرالیایی یا یلوه خالدار استرالیایی (نام علمی: Porzana fluminea) نام یک گونه از تیره یلوگان است.